# Ганго-дзі
Ганго-дзі (яп. 元興寺, Gangō-ji) — древній буддійський храм в Японії у місті Наре. Храм охороняється як об'єкт Світової спадщини ЮНЕСКО.
Увесь храмовый комплекс включає три історичні об'єкти. Найкраще зберігся Гокурабо, зберігся також зал дзен.
Храм також використовувався школами санрон, хоссо і куся, засновник Досе читав у нім проповіді. Храм входить до числа семи найбільших південних храмів півдня. Храмом володіли багато буддійських шкіл. Зараз він підпорядкований храму Тодай-дзі школи кегон-сю.
Храм був заснований в VI столітті, серйозно постраждав від пожежі в 1451 році.